# Comiat de fadrí o fadrina

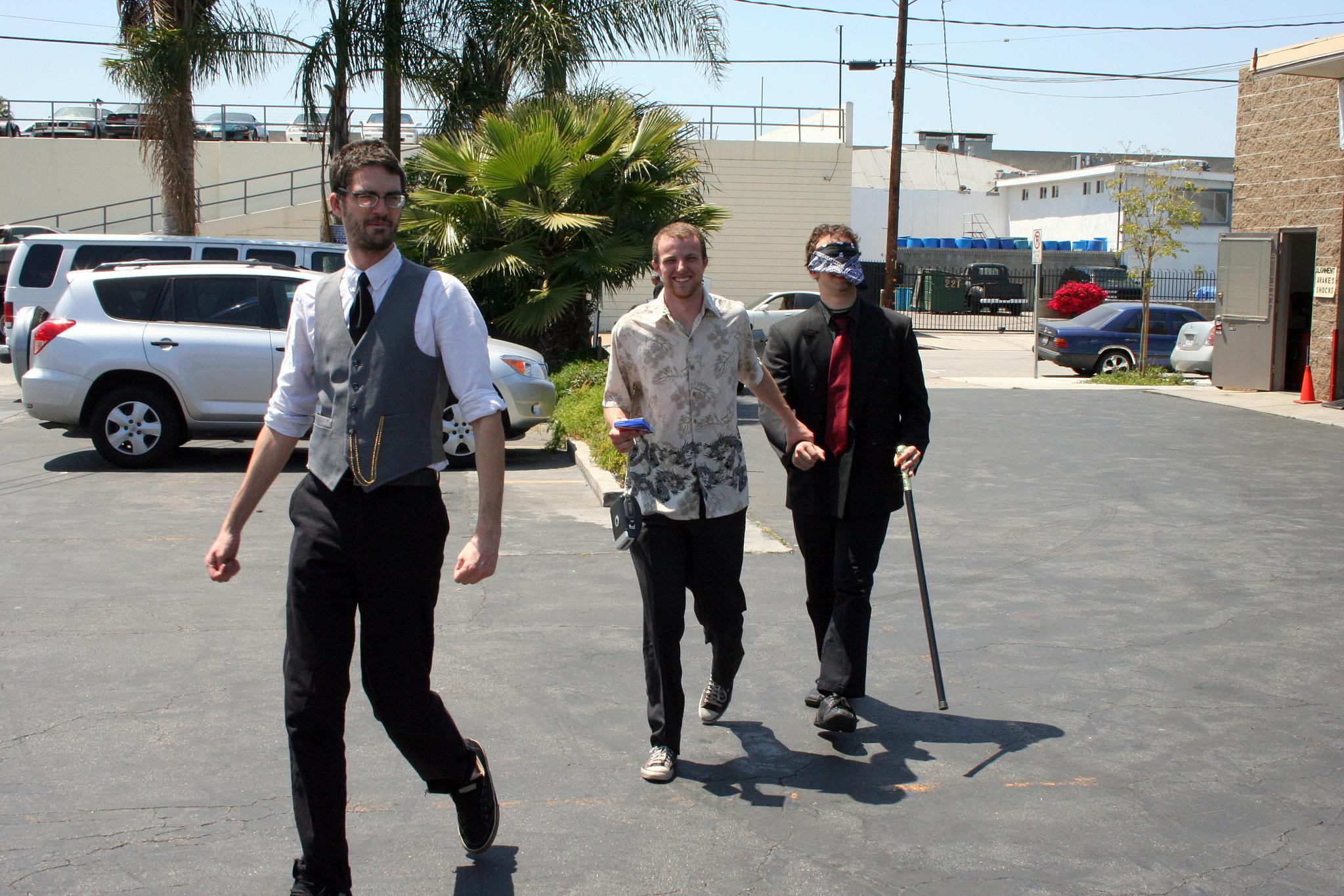
Persones dirigint-se a un comiat de fadrí.

El comiat de fadrí o fadrina o la darrera del fadrí és una festa celebrada poc abans de consumar el matrimoni, per a celebrar la «darrera nit de llibertat» o simplement per a passar temps amb els amics, que sovint seran també a la posterior noça. Aquestes reunions d'amigues prèvies a les bodes sempre han resultat molt entranyables. Es conten anècdotes de la infància, algun acudit que altre, es menja, es beu i s'admira com ha quedat el vestit de nóvia després d'arreglar la cremallera.

## Fets
Un comiat de fadrí pot implicar activitats o ingredients més enllà de cap festa típica o reunió social (sovint beure alcohol i el joc), com anar a un club d'estriptís o la contractació d'una stripper, i, en algunes tradicions, més patentes i proves dispensades pel padrí, realitzades com ritu de pas de la fadrinesa (associat amb l'estil de vida de la fadrinalla adolescent, sovint en el passat comú de la major part dels participants, per exemple, en els seus anys d'estudiants) per a una vida marital «més responsable».
La tasca d'organitzar un comiat del fadrinatge ha estat tradicionalment assignada a un germà mascle del nuvi o al padrí de casament. En cas contrari, qualsevol amic mascle l'organitzarà. Les activitats previstes d'un comiat de solter són tradicionalment mantingudes en secret per al nuvi.